# Cyan Racing

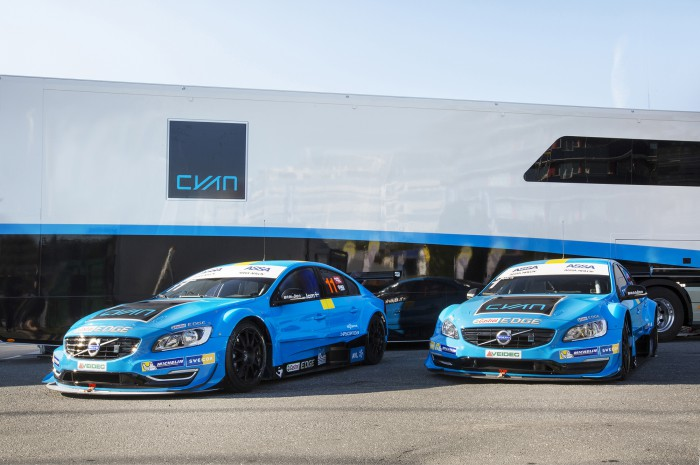
Volvo S60 de STCC 2015.

Cyan Racing es el socio oficial de automovilismo de Geely Group Motorsport y dirige el programa de WTCR para Lynk & Co. Anteriormente era equipo de competición de fábrica de Volvo. Tiene sede en Gotemburgo, Suecia.
El equipo fue fundado por Jan «Flash» Nilsson como Flash Engineering en 1996. Christian Dahl compró el equipo en 2005 y lo renombró como Polestar Racing. Después de que Dahl vendiera la división de autos de competición de alto rendimiento Polestar a Volvo, el equipo pasó a llamarse Cyan Racing.

## Historia
El Campeonato Sueco de Turismos se creó en 1996 como una copia del exitoso Campeonato Británico de Turismos. Volvo, que había estado compitiendo en el BTCC desde 1994, se asoció con el recién fundado equipo Flash Engineering, con sede en Halmstad. Volvo proporcionó apoyo financiero y los coches.
En 2005, Nilsson vendió el equipo Flash Engineering a Christian Dahl, y pasó a llamarse Polestar Racing.
Volvo anunció en julio de 2015 que había comprado Polestar Performance, la división de tuning de automóviles de producción de Polestar, así como la propia marca Polestar. El equipo Polestar Racing permaneció bajo la dirección de Dahl, y fue rebautizado como Cyan Racing.

## Logros
Flash Engineering compitió inicialmente con un Volvo 850 Super Touring, construido por Tom Walkinshaw Racing (TWR). El propietario del equipo, Jan Nilsson, ganó el campeonato sueco en 1996 y 1997, sus primeras dos temporadas. En 1998, Flash se mudó a un S40 Super Touring, también construido por TWR. En 2000, el equipo se trasladó a Karlstad.
Volvo ganó el Campeonato de Fabricantes en 2002, con Flash Engineering ganando 6 de las 18 rondas de la serie. Tras la introducción de las reglas del Super 2000 en 2003, el equipo se hizo cargo del desarrollo técnico tanto de los motores como del chasis de Volvo. Con el nuevo Volvo S60 S2000, originalmente construido por Prodrive y desarrollado por Flash Engineering, volvieron a ganar el Campeonato de Fabricantes en 2003, y Flash Engineering ganó 4 de las 16 carreras de la serie.
Tommy Rustad ganó el campeonato de pilotos 2009 conduciendo para Polestar Racing, con un Volvo C30 S2000. 2010 vio a Polestar ganar el campeonato de equipos de STCC.
Para la temporada 2011 del Campeonato Mundial de Turismos, Polestar presentó un C30, desarrollado desde cero por Polestar, conducido por Robert Dahlgren.
En 2012, Polestar compitió en el nuevo campeonato sueco de turismos TTA con un Volvo S60 Solution-F. El equipo reclamó los tres títulos de la temporada 2012 de la TTA - Racing Elite League, incluidos los títulos de equipos, fabricantes y pilotos con Fredrik Ekblom.
2013 vio a TTA y STCC fusionarse nuevamente como un campeonato, con Polestar ingresando cinco autos para la temporada 2013. Esa y la siguiente significaron un éxito continuo, ya que Thed Björk reclamó dos títulos de pilotos y el equipo dos títulos de equipos. El equipo reclamó los títulos de pilotos y equipos del Campeonato Escandinavo de Turismos 2014 con Björk como campeón de pilotos, Ekblom terminando tercero en la general y el Príncipe Carlos Felipe 12.º.
Cuando STCC adoptó las regulaciones técnicas de TCR para la temporada 2017, Polestar Cyan Racing decidió dejar el campeonato, uniéndose a la serie GT sueca con el Volvo S60 Solution-F y cambiando a un Lotus Evora GT4 para la temporada 2018.

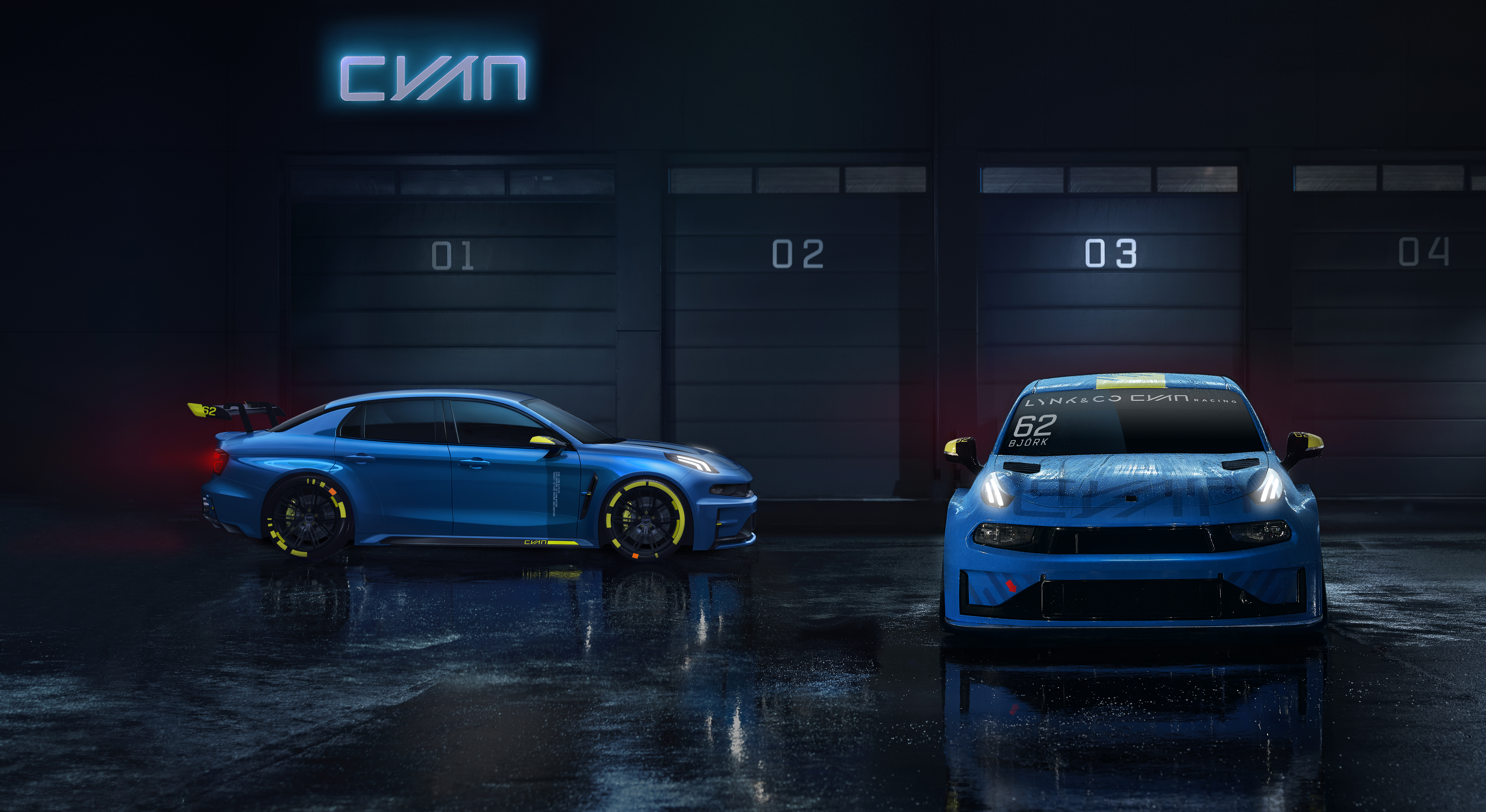
Lynk & Co 03 TCR.

En 2016, el equipo se unió al WTCC con Volvo y Polestar, utilizando el modelo S60, logrando los títulos de pilotos y equipos en 2017 con Thed Björk como piloto.
En 2018, el equipo cooperó con Yvan Muller Racing, manejando un par de Hyundai i30 N TCR con los pilotos Yvan Muller y Thed Björk, reclamando el título de equipos del WTCR (campeonato tras la fusión del WTCC y el TCR International Series).
El equipo corrió cuatro Lynk & Co 03 TCR en el WTCR 2019, reclamando el título de equipos e Yvan Muller terminando tercero en el campeonato de pilotos.

## Competición ecológica
Volvo promovió el uso de E85 en el STCC, y esa serie se convirtió en la primera serie de campeonato de automóviles de producción en la que se permite el bioetanol, y en el WTCC. Volvo afirma que el uso de E85 da como resultado una reducción de hasta un 80% de las emisiones de CO2 basadas en combustibles fósiles. Aunque los expertos predijeron que los coches a base de etanol estarían en desventaja en términos de rendimiento en comparación con los coches de gasolina, el S60 de Polestar, propulsado por E85, ganó tanto la primera como la segunda ronda del Campeonato Sueco de Turismos 2007.
La versión de competición del Volvo C30, que fue desarrollada conjuntamente por Polestar y Volvo, representa una inversión del proceso habitual, en el que los fabricantes toman innovaciones probadas en competición y las incorporan a sus coches de producción. Con el C30, Volvo ha tomado la tecnología del automóvil de calle C30 DRIVe y la implementó para hacer un automóvil de carreras más eficiente en combustible.